# Stanisław Trembecki

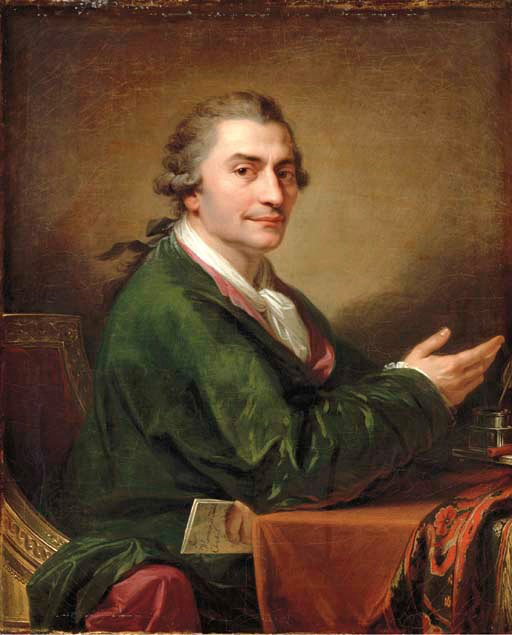
Stanisław Trembecki

Stanisław Trembecki (* 8. Mai 1739 in Jastrzębniki, Woiwodschaft Święty Krzyż; † 12. Dezember 1812 in Tultschyn, Podolien) war ein polnischer Dichter.
Trembicki besuchte die Szkoła Nowodworska in Krakau und war Schüler des lateinischen Dichters Franciszek Tomecki. Er arbeitete in der regionalen Verwaltung, war Mitglied des regionalen Parlaments und erbte ein Gut von seinem Vater. Ab 1765 unternahm er eine Reihe von Reisen, die ihn dreimal nach Paris, außerdem nach Wien, Karlsbad und Breslau führten. Auf seiner zweiten Parisreise 1769 fungierte er als Abgesandter der Konföderation von Bar, von seiner dritten Reise kehrte er mit 2500 Büchern, worunter der Encyclopédie von Diderot und d’Alembert, nach Polen zurück.
Hier war er inzwischen von seiner Mutter enterbt worden, und seine Versuche, das Erbe wiederzuerlangen, schlugen fehl. Er ließ sich 1773 in Warschau nieder und trat für ein mäßiges Gehalt als Kammerherr in den Dienst Stanisław Augusts. Er begleitete den König auf Reisen nach Belarus, Litauen und in die Ukraine. 1791/92 reiste er nach Berlin und Rom. Nach der Abdankung Stanisław Augusts lebte er bei diesem in Grodno, später in Petersburg. Nach dem Tod des Königs wurde er von Adam Czartoryski unterstützt, der seine finanziellen Angelegenheiten ordnete. Seine letzten Lebensjahre verbrachte er in Tultschyn, der Residenz von Szczęsny Potocki und dessen Witwe Zofia Potocka.
In seiner Warschauer Zeit entstanden als Trembeckis erste Werke seine politische Fabel Opuchły (über die erste Teilung Polens) und das Epitalamion Dorantowi i Klimenie (Hochzeitsgedicht für Dorant und Klymene). Als Flugschriften erschienen Gedichte wie Na dzień siódmy września (Am siebten September) und Nadgrobek hajduka (Das Grab des Heiducken). Mit Wojciech Mier und Franciszek Karpiński übersetzte er Racines Drama Andromache. In seinen letzten Jahren entstand als sein bedeutendstes Werk das Poem Sofiówka (über den gleichnamigen Landschaftsgarten Zofia Potockas beim podolischen Uman), das die höchste Bewunderung Adam Mickiewiczs fand.